# Сікиринський Юрій Олексійович

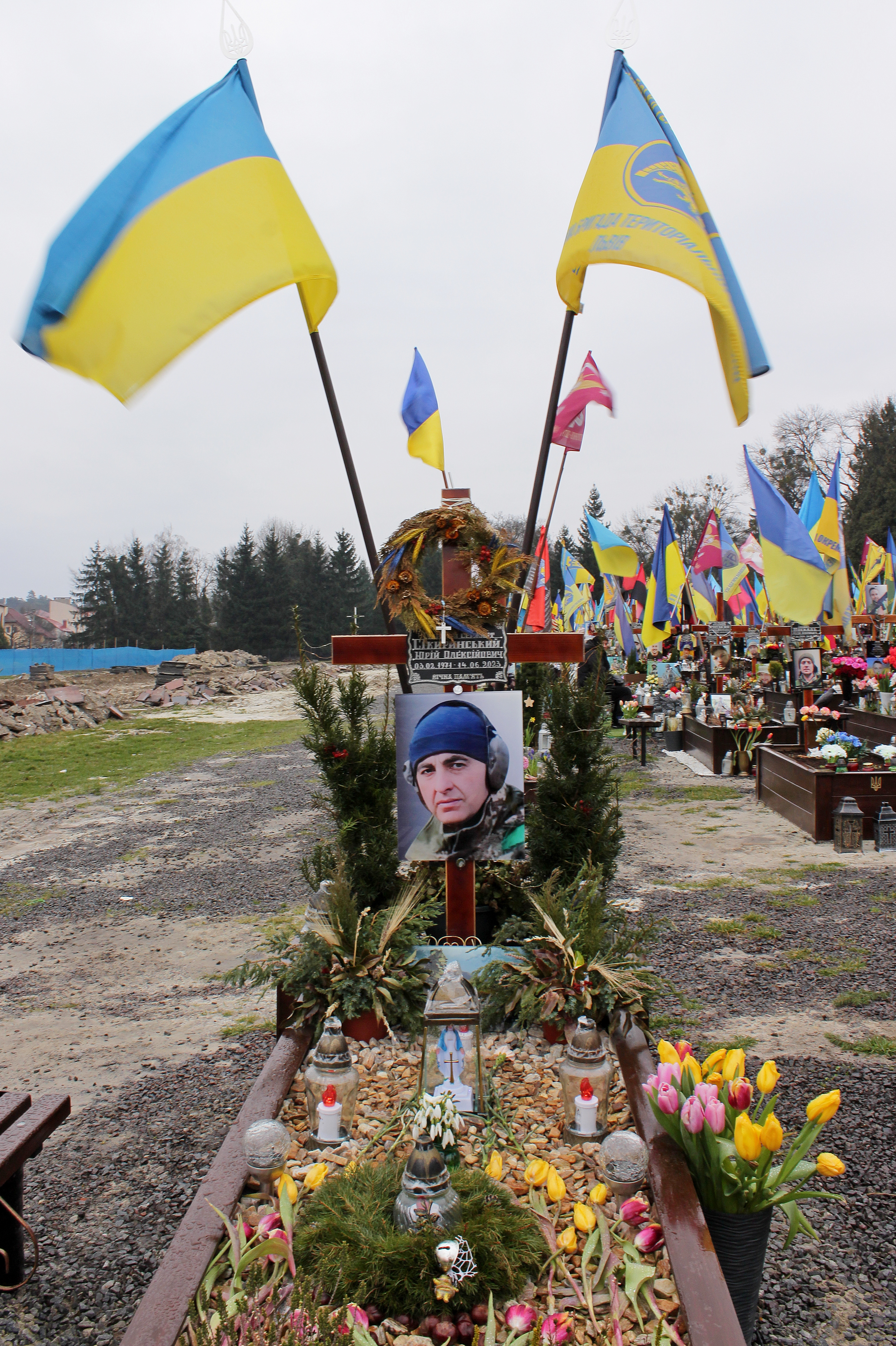

Юрій Олексійович Сікиринський (позивний «Адвокат»; 3 лютого 1971, м. Львів — 14 червня 2023, район с. Роздолівка, Донецька область) — український правник, військовослужбовець, старший сержант 125 ОБр ТрО Збройних сил України, учасник російсько-української війни. Герой України (2024, посмертно).

## Життєпис
Юрій Сікиринський народився 3 лютого 1971 року у Львові. Проживав у селі Солонка Львівської области.
Закінчив історичний та юридичний факультети Львівського національного університету імені Івана Франка. Співзасновник ГО «AEGEE — Форум європейських студентів Львова»[джерело?].
Працював адвокатом в адвокатському об'єднанні «Домінанта» м. Львова, у власному адвокатському бюро. Крайні п'ять років працював у транспортній компанії в Нідерландах.
Учасник Помаранчевої революції та Революції гідності. Від 2014 року був волонтером.
Після початку повномасштабного російського вторгнення повернувся в Україну і добровольцем приєднався до 125-ї окремої бригади ТрО. Виконував обов'язки командира розвідувального взводу. Загинув 14 червня 2023 року в районі с. Роздолівка на Донеччині.
Похований 20 червня 2023 року на Личаківському цвинтарі у Львові.
Залишилися дружина та п'ятеро дітей.

## Нагороди
- звання Герой України з удостоєнням ордена «Золота Зірка» (24 лютого 2024, посмертно) — за особисту мужність і героїзм, виявлені у захисті державного суверенітету та територіальної цілісності України, самовіддане служіння Українському народові[1].